# Klapperzahns Wunderelf
Klapperzahns Wunderelf (im tschechischen Original Klapzubova jedenáctka) ist eine Erzählung „für große und kleine Jungen“ des tschechischen Schriftstellers Eduard Bass, die erstmals 1922 erschien und von Josef Čapek illustriert wurde. Die erste deutsche Übersetzung erschien mit einem Titelbild von Walter Trier. 
Das amüsante Buch ist sowohl als Jugendbuch, als auch für Erwachsene gut zu lesen. Es ist eines der ersten Bücher, das den Fußballsport zum Thema eines Romans macht. Mit augenzwinkerndem Humor versteht es der Autor, die damalige Fußballbegeisterung seines Volkes in ein Märchen zu gießen. Klapperzahns Wunderelf ist neben Zirkus Humberto das erfolgreichste Buch von Eduard Bass und in Tschechien sehr populär.

## Inhalt
Der alte Klapperzahn, ein armer Häusler aus Nieder-Buckwitz, der elf Jungen hatte, beschloss eines Tages diese im Fußball auszubilden. Er ließ ihnen innerhalb einiger Jahre eine solide Sportausbildung angedeihen und gründete mit ihnen den S.K. Klapperzahn-Elf. Schon im ersten Spiel in der dritten Spielklasse gewann die Mannschaft so haushoch, dass sie gleich in die zweite Klasse, und nach einem ebenso überzeugenden Ergebnis in die erste Spielklasse aufgenommen wurden. Doch auch hier hatten die Idole der Klapperzahn-Jungen von renommierten Klubs wie Slavia Prag oder Union Žižkov keine Chance gegen sie. Sie gewannen die tschechische Meisterschaft mit einem Gesamtergebnis von 122:0.
Die neuen Helden zogen natürlich auch die Aufmerksamkeit des Auslandes auf sich und die ausländischen Klubvertreter stellten sich in Nieder-Buckwitz ein. Nachdem sie in Deutschland und Italien ebenso souverän gewonnen hatten wie daheim, wollten die Spieler des FC Barcelona ihnen mit unfairen Mitteln beikommen und planten, alle Klapperzähne durch gezielte Fouls auszuschalten. Doch der alte Klapperzahn durchschaute den Plan und ließ seine Mannschaft in aufblasbaren Gummianzügen antreten, an denen jede Foulattacke abprallte. Barcelona verlor 0:31.
Jetzt war England an der Reihe. Sogar der König zeigte sich beeindruckt von der spielerischen Leistung der Tschechen und bat darum, seinen Sohn ebenfalls bei den Klapperzähnen mitspielen zu lassen. Unter der Bedingung, dass er genauso behandelt würde wie die übrige Mannschaft nahm ihn der alte Klapperzahn unter seine Fittiche und bildete ihn aus. Er wurde ein hervorragender Spieler und als sein Vater starb, trat er nur ungern den englischen Thron an.
Die Klapperzähne waren so erfolgreich, weil sie eine Familie waren und alle zusammenhielten. Sie spielten nur aus Freude am Spiel und fielen aus allen Wolken, als sie eines Tages einige andere Jungen, die sie zufällig im Wald trafen, nicht mitspielen lassen wollten, weil sie Profis wären und für Geld spielten. Tatsächlich hatte der alte Klapperzahn natürlich Geld für die Spiele erhalten und damit elf kleine Häuschen, für jeden Sohn eines, rund um sein Haus gebaut. Die Spieler aber hatten nie an Geld gedacht, und sie betrachteten diese Abweisung als ihre erste Niederlage. Sie beschlossen mit dem Fußballspielen aufzuhören. Der Fußballplatz neben den Häusern sollte umgepflügt werden und ein Feld werden und elf Sportlerinnen fanden sich auch, mit denen sich die Klapperzähne gut verstanden, und in die Vater und Mutter gewisse Hoffnungen setzten.
Ein letztes Spiel aber wollten sie noch bestreiten, und zwar in Australien um die Weltmeisterschaft, damit es nicht hieße, sie würden sich davor drücken. Dort spielten sie nicht mehr so, wie es früher einmal gewesen war, und prompt erhielten sie ihr erstes Tor. Doch der alte Klapperzahn verstand die Burschen bei der Ehre zu packen, und so siegten sie letztlich 9:1. Mit dem Schiff wollten sie nach Amerika und von dort nach Hause zurückkehren. Doch in der Südsee erlitten sie Schiffbruch. Sie konnten sich auf eine Insel retten, doch dort erwarteten sie Menschenfresser, die sie gleich gefangen nahmen. Es sollte ein Spiel auf Leben und Tod geben, denn selbst bei den Menschenfressern wusste man, wer die Klapperzähne waren. Doch die Regeln des Fußballspiels hatten sie nicht so ganz verstanden, denn sie wollten ohne Ball spielen, kurz kämpfen. In dieser verzwickten Lage retteten wieder ihre Gummianzüge die Jungen, denn alle Attacken prallten von ihnen ab, und außerdem flößten sie den Eingeborenen durch ihr ungewöhnliches Aussehen schreckliche Angst ein. Nachdem sie das Spiel gewonnen hatten, gelang es ihnen zu fliehen, sich ein Boot zu schnappen und trotz Verfolgung zu entkommen. Ihr Boot wurde leck geschossen, aber mit Hilfe der Anzüge trieben sie auf dem Wasser und spielten Wasserball. So wurden sie von einem vorbeikommenden Schiff gerettet.

## Rezension
In der deutschen Ausgabe Klapperzahns Wunderelf (von 2007) finden sich eine neben Biografien des Autors und der Zeichner ein Nachwort, erläuternde Anmerkungen zu Textstellen aus dem Original und eine vergleichende Besprechung der vorgelegten und vorhergehender Übersetzungen (von 1935 und 1958) ins Deutsche von Christoph Haacker. Deutlich werden dabei Bezüge zu historischen Hintergründen in der Welt der Politik und des Fußballs, die die im Untertitel genannte Zielgruppe der "großen Jungen" interessiert zur Kenntnis nehmen dürfte.

## Ausgaben
- Klapzubova jedenáctka. Povídka pro kluky malé i velké. Prag: Borový, 1922

## Übersetzungen

### Bulgarisch
- Ritnitopkovtsite. Sofia: Narodna kultura, 1949. übtr. von Rositsa Boneva.
- Edinadesetorkata na Klapzuba. Sofia: Medicina i fizkultura, 1966

### Deutsch
- Klapperzahns Wunderelf. Passer, Wien / Leipzig 1935 (übersetzt von Joseph Kalmus / Marianne Wallner)
- Eduard Bass präsentiert Klapperzahns Wunderelf. Sportverlag, Berlin 1958.
- Klapperzahns Wunderelf. Eine Geschichte für große und kleine Jungen. Illustriert von Josef Čapek  Neuauflage, Arco, Wuppertal 2007, ISBN 978-3-938375-14-3 Hrsg. von Stefan Zwicker.(Neuübersetzt von Thomas Herbert Mandl / Daniela Pusch / Christoph Haacker, Nachwort von Stefan Zwicker und Christoph Haacker).
  - als Hörbuch: Klapperzahns Wunderelf. Lesung für kleine und große Ohren. 3 CDs, Gelesen von Henning Venske. Regie: Rainer Gussek. Audiolino, Hamburg 2010, ISBN 978-3-86737-083-7.

### Estnisch
- Klapzubova meeskond. Tallinn: Eesti raamat, 1966
- Klapzubova meeskond. S.I. Kuldsulg, 1994

### Kroatisch
- Nepobjedivi Kesizupci. Zagreb: Sportska štampa, 1955

### Polnisch
- Klub jedenastu. Kattowitz: Awir, 1947
- Klub jedenastu. Posen: Wielkopol. ksiegarnice wyd., 1949
- Klub jedenastu. Warschau: Sport i turystyka, 1959
- Jedenastka Kłapząba. Rudno: Wydawnictwo Stara Szkoła, 2016, ISBN 9788394478308.

### Russisch
- Komanda Klapzuba. Moskau: Fizkul`tura i sport, 1959
- Komanda Klapzubovych. Leningrad: Dezgiz, 1960

### Slowakisch
- Klapzubova jedenástka. Bratislava: Šport, 1958

## Verfilmungen
- ČSR 1938. Regie: Ladislav Brom
- ČSSR 1967. TV. Regie: Eduard Hofman